# Orest Oleksyszyn
Orest Ołeksijowycz Oleksyszyn, ukr. Орест Олексійович Олексишин (ur. 23 sierpnia 1947 w Mykietyńcach, zm. 18 maja 2011, w Iwano-Frankiwsku) – ukraiński dziennikarz, komentator sportowy, członek Narodowego Związku Dziennikarzy Ukrainy, prezes Stowarzyszenia Dziennikarzy Sportowych Prykarpacia.

## Życiorys
Urodził się 1947 roku we wsi Mykietyńce koło Stanisława. Dziennikarstwem zajął się zaraz po ukończeniu szkoły średniej. Absolwent Wydziału Dziennikarstwa Lwowskiego Uniwersytetu Narodowego im. Iwana Franki (1977 r.). W latach 1965–1990 pracował w gazetach rejonowych i obwodówych regionu („Dnistrovs’ka zirka”, „Komsomol’s’kyi prapor”, „Prykarpats’ka pravda”).
W 1990 roku był zaangażowany w tworzenie pierwszego demokratycznego czasopismo w zachodnim regionie Ukrainy „Halyczyna”. Pracował tam przez około dekadę jako kierownik działu informacji i zastępca redaktora naczelnego. W 2001 roku podjął pracę w telewizji regionalnej „Halyczyna”, gdzie do ostatnich dni życia pełnił funkcję dyrektora programowego.
Znany jako dziennikarz specjalizujący się głównie w tematyce sportowej i komentator gier sportowych. Przez długi czas kierował Stowarzyszeniem Dziennikarzy Sportowych Prykarpacia. W 2005 Narodowy Komitet Olimpijski Ukrainy uznał Oresta Oleksyszyna za najlepszego dziennikarza roku w nominacji „Środki masowego przekazu i propaganda ruchu olimpijskiego”.
Zmarł na zawał serca 18 maja 2011 roku, przygotowując kolejny dziennikarski reportaż sportowy.
Pochowany na cmentarzu w rodzinnej wsi Mykietyńce.

## Upamiętnienie
12 października 2013 r. z inicjatywy regionalnej organizacji Narodowego Związku Dziennikarzy Ukrainy wśród pracowników mediów obwodu iwanofrankiwskiego rozpoczęto turniej sportowy poświęcony pamięci Oresta Oleksyszyna. Od tego czasu impreza ta stała się tradycją.
27 grudnia 2019 r. Rada Miejska Iwano-Frankiwska podjęła decyzję o nadaniu jednej z nowych ulic miasta imienia Oresta Oleksyszyna.